# MOS 65xx
La MOS 65xx è una famiglia di microprocessori a 8 bit basata sul Motorola 6800 (introdotto nel 1975). 
La famiglia MOS 65xx ha come membro più noto il MOS 6502 utilizzato in diversi computer come il Commodore PET e il VIC-20, l'Apple II e l'Atari 800.
Il computer più famoso basato sul MOS 6502, il Commodore 64, aveva una versione modificata del processore, il MOS 6510. Un computer europeo che utilizzava il MOS 6502 era il BBC Micro, progettato e prodotto dalla Acorn Computers.